# Liste der Kreisstraßen im Landkreis Harz
Die Liste der Kreisstraßen im Landkreis Harz ist eine Auflistung der Kreisstraßen im Landkreis Harz, Sachsen-Anhalt. Die Gesamtlänge aller Kreisstraßen betrug am 1. Januar 2012 insgesamt 387 km.

## Abkürzungen
- K: Kreisstraße
- L: Landesstraße

## Liste
Die Kreisstraßen werden landesweit durchnummeriert und behalten die ihnen zugewiesene Nummer bei einem Wechsel in einen anderen Landkreis oder in eine kreisfreie Stadt innerhalb von Sachsen-Anhalt. Nicht vorhandene bzw. nicht nachgewiesene Kreisstraßen werden in Kursivdruck gekennzeichnet, ebenso Straßen und Straßenabschnitte, die unabhängig vom Grund (Herabstufung zu einer Gemeindestraße oder Höherstufung) keine Kreisstraßen mehr sind.
| Nr.    | Verlauf |
| ------ | --- |
| K 1313 | L 78 in Aderstedt – K 1315 in Eilsdorf |
| K 1314 | L 78 in Aderstedt – Schlanstedt – K 1315 – L 79 in Eilenstedt                                                                                    |
| K 1315 | (K 1315 im Landkreis Börde) – Kreisgrenze – Schlanstedt – K 1314 – Eilsdorf – K 1313 – L 79                                                      |
| K 1317 | L 79 in Eilenstedt – Kreisgrenze – (K 1317 im Landkreis Börde)                                                                                   |
| K 1318 | in Schwanebeck – Nienhagen – Kreisgrenze – (K 1318 im Landkreis Börde)                                                                           |
| K 1319 | in Groß Quenstedt – Emersleben – L 24 in Wegeleben                                                                                               |
| K 1320 | L 83 in Halberstadt – Halberstadt |
| K 1321 | L 24 in Wegeleben – K 2360 |
| K 1322 | – K 2359 |
| K 1323 | – Langenstein – |
| K 1324 | K 1325/K 1327 im Schachdorf Ströbeck – Mahndorf – in Halberstadt                                                                                 |
| K 1325 | L 84 in Derenburg – K 1327 – K 1324 – Schachdorf Ströbeck – Aspenstedt – Sargstedt – L 83 in Halberstadt                                         |
| K 1327 | L 84 in Danstedt – K 1325 – K 1324 – Schachdorf Ströbeck –                                                                                       |
| K 1328 | L 87 in Zilly – Mulmke – Heudeber – K 1330 – L 86 – L 84                                                                                         |
| K 1329 | L 86 in Heudeber – Minsleben – K 1346 – L 82 |
| K 1330 | K 1331 in Wasserleben – Langeln – K 1328 in Heudeber                                                                                             |
| K 1331 | L 89 in Deersheim – K 1334 – Berßel – L 87 – Wasserleben – K 1332 – K 1330 –                                                                     |
| K 1332 | (K 28 im Landkreis Goslar, Niedersachsen) – Landesgrenze – K 1336 – Abbenrode – Stapelburg – L 88 – Veckenstedt – K 1355 – K 1331 in Wasserleben |
| K 1333 | L 88 in Schauen – L 87 in Berßel |
| K 1334 | K 1331 in Deersheim – Dardesheim – |
| K 1335 | L 78 in Rohrsheim – |
| K 1336 | (K 27 im Landkreis Goslar, Niedersachsen) – Landesgrenze – Abbenrode – K 1332 – – nicht befahrbar – L 88                                         |
| K 1338 | L 90 – Göddeckenrode – K 1341 – K 1344 – Suderode – K 1339 – Lüttgenrode – L 89                                                                  |
| K 1339 | K 1340 in Stötterlingen – K 1338 in Lüttgenrode                                                                                                  |
| K 1340 | (K 36 im Landkreis Wolfenbüttel, Niedersachsen) – Landesgrenze – Rimbeck – Bühne – K 1342 – Stötterlingen – K 1339 – L 89 in Osterwieck          |
| K 1341 | (K 35 im Landkreis Wolfenbüttel, Niedersachsen) – Landesgrenze – K 1338 in Göddeckenrode                                                         |
| K 1342 | (K 91 im Landkreis Wolfenbüttel, Niedersachsen) – Landesgrenze – Rhoden – Hoppenstedt – L 87 – K 1340 in Bühne                                   |
| K 1343 | K 2343 – – Meisdorf – L 230 – K 2344 – Wieserode – Kreisgrenze – (K 2343 im Landkreis Mansfeld-Südharz)                                          |
| K 1344 | L 90 – Wülperode – K 1338 |
| K 1346 | L 86 in Reddeber – Minsleben – K 1329 – Silstedt – L 82 – L 85 in Benzingerode                                                                   |
| K 1347 | – Heimburg – L 85 – Michaelstein – Oesig – in Blankenburg (Harz)                                                                                 |
| K 1348 | K 2358 – Börnecke – L 85 – K 2358 – … – K 2358 – Wienrode – L 93 –                                                                               |
| K 1350 | L 93 – K 2365 |
| K 1351 | – L 95 |
| K 1352 | – in Stiege |
| K 1353 | – |
| K 1354 | L 100 in Drei Annen Hohne – in Elbingerode (Harz)                                                                                                |
| K 1356 | Brocken – Schierke (Brockenstraße) – L 100 |
| K 1360 | / – L 85 in Quedlinburg |
| K 1364 | K 2355 in Neinstedt – L 92 |
| K 1366 | Burg Falkenstein – L 230 – Degenershausen – K 1343 – Neuplatendorf – Endorf – L 229                                                              |
| K 1368 | K 2368 – Reinstedt – K 1369 – Kreisgrenze – (K 1368 im Salzlandkreis)                                                                            |
| K 1369 | (K 1369 im Salzlandkreis) – Kreisgrenze – Reinstedt – K 1368 – in Ermsleben                                                                      |
| K 2342 | K 2344 in Endorf – nicht befahrbar – Kreisgrenze – (K 2342 im Landkreis Mansfeld-Südharz)                                                        |
| K 2343 | K 1368 in Radisleben – K 1343 |
| K 2344 | in Harzgerode – K 2350 – nicht befahrbar – L 230 – Degenershausen – K 2343 – Neuplatendorf – Endorf – K 2342 – L 229                             |
| K 2350 | K 2344 in Harzgerode – Schielo – Kreisgrenze – (K 2350 im Landkreis Mansfeld-Südharz)                                                            |
| K 2351 | L 235 in Neudorf – Dankerode – in Königerode |
| K 2353 | in Siptenfelde – L 234 in Straßberg |
| K 2355 | K 2356 – Weddersleben – L 92 – Neinstedt – Stecklenberg – L 239 in Bad Suderode                                                                  |
| K 2356 | K 2358 in Timmenrode – nicht befahrbar – L 240 – Warnstedt – K 2355 – L 85 in Quedlinburg                                                        |
| K 2358 | K 1348 – L 92 – Timmenrode – K 1348 – … – K 1348 – K 2359 in Westerhausen                                                                        |
| K 2359 | K 1322 – – K 2358 – L 85 in Westerhausen |
| K 2360 | K 1321 – Ditfurt – L 66 |
| K 2361 | L 66 – Kreisgrenze – (K 1361 im Salzlandkreis) – Kreisgrenze – L 73                                                                              |
| K 2362 | L 85 – Badeborn – Asmusstedt – in Ballenstedt |
| K 2363 | in Mägdesprung – Erster Hammer – Zweiter Hammer – Dritter Hammer – Vierter Hammer –Schneidermühle – Selkemühle                                   |
| K 2364 | L 234 in Silberhütte – L 235 – Neudorf |
| K 2365 | K 1350 – L 240 in Thale |
| K 2368 | L 75 – Radisleben – K 2343 – K 1368 |